# Jonathan Slavin
Jonathan Slavin (Camp Lejeune, 8 novembre 1969) è un attore statunitense.

## Carriera
È noto per l'interpretazione dell'illustratore Byron Togler nella sitcom della rete Fox Andy Richter Controls the Universe, di Ogo nel cartone animato Robot and Monster e dello scienziato Phil Myman nella sitcom della ABC Better Off Ted - Scientificamente pazzi. Fece anche parte del cast principale delle serie Dr. Ken, The Republic of Sarah, Speechless e Santa Clarita Diet.
È apparso anche in film come Free Enterprise, A Cinderella Story, Backwoods, Corsa a Witch Mountain, Dirty Girl e Love & Mercy.

## Vita privata
Ha origini ebraiche. È apertamente omosessuale e dal 2016 è sposato. È anche un vegano e attivista verso i diritti degli animali.

## Filmografia parziale

### Cinema
- Grand Theft Parsons, regia di David Caffrey (2003)
- A Cinderella Story, regia di Mark Rosman (2004)
- Corsa a Witch Mountain (Race to Witch Mountain), regia di Andy Fickman (2009)
- Una fantastica e incredibile giornata da dimenticare (Alexander and the Terrible, Horrible, No Good, Very Bad Day), regia di Miguel Arteta (2014)

### Televisione
- E.R. - Medici in prima linea (ER) – serie TV, un episodio (1994)
- Chicago Hope – serie TV, un episodio (1995)
- Il tocco di un angelo (Touch by an Angel) – serie TV, un episodio (1996)
- Caroline in the City – serie TV, 2 episodi (1996)
- Wings – serie TV, 3 episodi (1996)
- Union Square – serie TV, 15 episodi (1997-2000)
- Dharma & Greg – serie TV, 2 episodi (1998-1999)
- NYPD - New York Police Department (NYPD Blue) – serie TV, un episodio (2001)
- Andy Ritcher Controls the Universe – serie TV, 19 episodi (2002-2003)
- Friends – serie TV, episodio 9x17 (2003)
- CSI - Scena del crimine (CSI: Crime Scene Investigation) – serie TV, un episodio (2003)
- Summerland – serie TV, 12 episodi (2004-2005)
- Inconceivable – serie TV, 5 episodi (2005)
- Grey's Anatomy – serie TV, un episodio (2006)
- My Name Is Earl – serie TV, 5 episodi (2006-2007)
- Bones – serie TV, un episodio (2007)
- Ugly Betty – serie TV, un episodio (2007)
- Better Off Ted - Scientificamente pazzi (Better Off Ted) – serie TV, 26 episodi (2009-2010)
- Better with You – serie TV, 3 episodi (2010-2011)
- Castle – serie TV, un episodio (2011)
- Il risolutore (The Finder) – serie TV, un episodio (2012)
- The Glades – serie TV, un episodio (2013)
- Dr. Ken – serie TV, 44 episodi (2015-2017)
- Perception – serie TV, episodio 3x14 (2015)
- Speechless – serie TV, 19 episodi (2016-2019)
- Major Crimes – serie TV, un episodio (2016)
- Santa Clarita Diet – serie TV, 8 episodi (2018-2019)
- The Neighborhood – serie TV, un episodio (2020)
- Pam & Tommy – serie TV, un episodio (2002)
- Grace and Frankie – serie TV, un episodio (2022)
- Station 19 – serie TV, un episodio (2023)
- Sugar – serie TV, un episodio (2024)

## Doppiatori italiani
Nelle versioni in italiano delle opere in cui ha recitato, Jonathan Slavin è stato doppiato da:
- Francesco Bulckaen in Grey's Anatomy, My Name Is Earl, Major Crimes
- Massimo Corizza in Summerland, Castle
- Nanni Baldini in Better Off Ted - Scientificamente pazzi, Il risolutore
- Corrado Conforti in Friends
- Alessandro Quarta in CSI - Scena del crimine
- Luigi Ferraro in The Glades
- Francesco Cavuoto in Perception
- Massimiliano Virgilii in Speechless
- Alberto Caneva in Santa Clarita Diet
- Gianluca Izzo in The Neighborhood
- Andrea Lavagnino in Pam & Tommy